# Liste der Bodendenkmale in Zahna-Elster
In der Liste der Bodendenkmale in Zahna-Elster sind alle Bodendenkmale der Stadt Zahna-Elster und ihrer Ortsteile aufgelistet. Grundlage ist die Veröffentlichung der Landesdenkmalliste mit Stand vom 25. Februar 2016. Die Baudenkmale sind in der Liste der Kulturdenkmale in Zahna-Elster aufgeführt.
| Denkmal-ID | Fundart             | Ortsteil  | Bezeichnung                       | Zeitstellung | Lage                                                               | Bemerkungen | Bild |
| ---------- | ------------------- | --------- | --------------------------------- | ------------ | ------------------------------------------------------------------ | --- | ---- |
| 428300713  | Grabmal > Grabhügel | Bülzig    | Hügelgräberfeld, 15 Grabhügel     | Bronzezeit   | 1,1 km südwestlich vom Ort, Gruppe von 15 Hügeln (1) Lage (2) Lage | einige Hügel sehr gut erkennbar, 14 Grabhügel konnten wahrgenommen werden, einer ist verflacht und durch eine Wegkreuzung möglicherweise gestört.                                                                   |      |
| 428300799  | Grabmal > Grabhügel | Gadegast  | ca. 10 Hügelgräber                | Bronzezeit   | Wald 1 km westlich Ort Lage                                        | unter Schutz gestellt – 12 Grabhügel festgestellt, die Hälfte der Hügel schwer erkennbar, hier könnten auch mehrere ehemalige Hügelgrabstandorte gewesen sein- vermutet werden.(starker Verschliff)                 |      |
| 428300743  | Befestigung > Burg  | Zahna     | Wasserburg „Schloßberg“           | Mittelalter  | Südrand des Ortes Lage                                             | 1189 Zahna ab Burg wird Hauptstadt genannt. Vertiefungsstellen des ehemaligen Wassergrabens noch wahrnehmbar. Burgfläche erhebt sich bis ca. 4 m Höhe und ist mit eingezäunten, bebauten Grundstück zentral belegt. |      |
| 428300730  | Grabmal > Grabhügel | Rahnsdorf | Hügelgräber, Gruppe von 23 Hügeln | Bronzezeit   | 1,5 km nördlich vom Ort Lage                                       | Hügelgräber zum großen Teil prägnant, hohe und abgeflachte Grabhügel wahrnehmbar. Insgesamt sind 25 Grabhügel erfasst.                                                                                              |      |